# ديفيد إف. بيوركلاند
ديفيد إف. بيوركلاند (بالإنجليزية: David F. Bjorklund)‏ هو عالم نفس أمريكي، ولد في 13 يونيو 1949 في ورسستر في الولايات المتحدة.